# Lista odcinków serialu Queen of the South
Poniżej znajduje się lista odcinków serialu telewizyjnego Queen of the South – emitowanego przez amerykańską stację telewizyjną  USA Network od 23 czerwca 2016 roku. W Polsce serial jest dostępny na platformie Netflix.
| Sezon | Sezon | Odcinki | Oryginalna emisja | Oryginalna emisja | Oryginalna emisja | Oryginalna emisja | Oryginalna emisja |
| Sezon | Sezon | Odcinki | Premiera sezonu   | Finał sezonu      | Premiera sezonu   | Finał sezonu      |                   |
| ----- | ----- | ------- | ----------------- | ----------------- | ----------------- | ----------------- | ----------------- |
|       | 1     | 13      | 23 czerwca 2016   | 15 września 2016  | 13 września 2017  | 13 września 2017  |                   |
|       | 2     | 13      | 8 czerwca 2017    | 31 sierpnia 2017  | —                 | —                 |                   |
|       | 3     | 13      | 21 czerwca 2018   | 13 września 2018  | —                 | —                 |                   |
|       | 4     | 13      | 6 czerwca 2019    | 29 sierpnia 2019  | —                 | —                 |                   |

## Sezon 1 (2016)
| Nr | #  | Tytuł                          | Reżyseria          | Scenariusz                           | Premiera USA Network | Premiera Netflix |
| -- | -- | ------------------------------ | ------------------ | ------------------------------------ | -------------------- | ---------------- |
| 1  | 1  | Pilot                          | Charlotte Sieling  | M.A. Fortin, Joshua John Miller      | 23 czerwca 2016      | 13 września 2017 |
| 2  | 2  | Cuarenta Minutos               | Matthew Penn       | Scott Rosenbaum                      | 30 czerwca 2016      | 13 września 2017 |
| 3  | 3  | Estrategia de Entrada          | Scott Peters       | Scott Rosenbaum                      | 7 lipca 2016         | 13 września 2017 |
| 4  | 4  | Lirio de los Valles            | Zetna Fuentes      | Scott Rosenbaum                      | 14 lipca 2016        | 13 września 2017 |
| 5  | 5  | Un Alma. Un Mapa. Dos Futuros. | T.J. Scott         | Scott Rosenbaum                      | 21 lipca 2016        | 13 września 2017 |
| 6  | 6  | El Engaño Como la Regla        | Dave Rodriguez     | Scott Rosenbaum                      | 28 lipca 2016        | 13 września 2017 |
| 7  | 7  | El Hombre Pájaro               | David Platt        | Benjamin Daniel Lobato, David Ehrman | 4 sierpnia 2016      | 13 września 2017 |
| 8  | 8  | Billete de Magia               | David Boyd         | Gregg Hurwitz                        | 11 sierpnia 2016     | 13 września 2017 |
| 9  | 9  | Coge Todo lo Que Puede Llevar  | Jamie Payne        | Benjamin Daniel Lobato, David Ehrman | 18 sierpnia 2016     | 13 września 2017 |
| 10 | 10 | Esta Cosa Que Es Nuestra       | Scott Peters       | Benjamin Daniel Lobato, David Ehrman | 25 sierpnia 2016     | 13 września 2017 |
| 11 | 11 | Punto sin Retorno              | Constantine Makris | Kyle Lierman                         | 1 września 2016      | 13 września 2017 |
| 12 | 12 | Quinientos Mil                 | David Rodriguez    | Benjamin Daniel Lobato, David Ehrman | 8 września 2016      | 13 września 2017 |
| 13 | 13 | Cicatriz                       | Matthew Penn       | Scott Rosenbaum                      | 15 września 2016     | 13 września 2017 |

## Sezon 2 (2017)
| Nr | #  | Tytuł                     | Reżyseria       | Scenariusz                   | Premiera USA Network | Premiera     |
| -- | -- | ------------------------- | --------------- | ---------------------------- | -------------------- | ------------ |
| 14 | 1  | El Cuerpo de Cristo       | David Boyd      | Natalie Chaidez              | 8 czerwca 2017       | nieemitowany |
| 15 | 2  | Dios y el Abogado         | Jason Ganzel    | Jason Ganzel                 | 15 czerwca 2017      | nieemitowany |
| 16 | 3  | Un Pacto con el Diablo    | Eduardo Sánchez | Dailyn Rodriguez             | 22 czerwca 2017      | nieemitowany |
| 17 | 4  | El Beso de Judas          | Ami Canaan Mann | Benjamin Daniel Lobato       | 29 czerwca 2017      | nieemitowany |
| 18 | 5  | El Nacimiento de Bolivia  | Nick Copus      | Joe Loya                     | 6 lipca 2017         | nieemitowany |
| 19 | 6  | El Camino de la Muerte    | David Boyd      | Ryan O'Nan                   | 13 lipca 2017        | nieemitowany |
| 20 | 7  | El Precio de la Fe        | Joe Menendez    | Jorge A. Reyes               | 20 lipca 2017        | nieemitowany |
| 21 | 8  | Sacar Con Sifón el Mar    | Bronwen Hughes  | Tina Mabry                   | 27 lipca 2017        | nieemitowany |
| 22 | 9  | Sólo el Amor de Una Madre | David Rodriguez | ina Mabry, Dailyn Rodriguez  | 3 sierpnia 2017      | nieemitowany |
| 23 | 10 | Que Manden los Payasos    | Loni Peristere  | Jason Ganzel, Jorge A. Reyes | 10 sierpnia 2017     | nieemitowany |
| 24 | 11 | La Noche Oscura del Alma  | Tina Mabry      | Benjamin Daniel Lobato       | 17 sierpnia 2017     | nieemitowany |
| 25 | 12 | Todas las Horas Hieren    | Eduardo Sanchez | Ryan O'Nan                   | 24 sierpnia 2017     | nieemitowany |
| 26 | 13 | La Última Hora Mata       | David Boyd      | Natalie Chaidez, Ryan O'Nan  | 31 sierpnia 2017     | nieemitowany |

## Sezon 3 (2018)
| Nr | #  | Tytuł               | Reżyseria         | Scenariusz                              | Premiera USA Network | Premiera     |
| -- | -- | ------------------- | ----------------- | --------------------------------------- | -------------------- | ------------ |
| 27 | 1  | La Ermitaña         | David Boyd        | Natalie Chaidez                         | 21 czerwca 2018      | nieemitowany |
| 28 | 2  | El Colgado          | David Boyd        | Benjamin Daniel Lobato                  | 28 czerwca 2018      | nieemitowany |
| 29 | 3  | Reina de Oros       | David Grossman    | Ryan O'Nan                              | 5 lipca 2018         | nieemitowany |
| 30 | 4  | La Fuerza           | Darren Grant      | Mark Valadez                            | 12 lipca 2018        | nieemitowany |
| 31 | 5  | El Juicio           | Eduardo Sánchez   | Jorge A. Reyes                          | 19 lipca 2018        | nieemitowany |
| 32 | 6  | Los Enamorados      | Rebecca Rodriguez | Dailyn Rodriguez, Fernanda Coppel       | 26 lipca 2018        | nieemitowany |
| 33 | 7  | La Reina de Espadas | Meera Menon       | Tony Puryear                            | 2 sierpnia 2018      | nieemitowany |
| 34 | 8  | El Carro            | Meera Menon       | Tony Puryear                            | 9 sierpnia 2018      | nieemitowany |
| 35 | 9  | El Diablo           | Ben Hernadez Bray | Benjamin Daniel Lobato                  | 16 sierpnia 2018     | nieemitowany |
| 36 | 10 | La Muerte           | David Boyd        | Natalie Chaidez, Ryan O'Nan             | 23 sierpnia 2018     | nieemitowany |
| 37 | 11 | Diez de Copas       | Nick Copus        | Fernanda Coppel                         | 30 sierpnia 2018     | nieemitowany |
| 38 | 12 | Justicia            | Laura Belsey      | Dailyn Rodriguez, Ryan O'Nan            | 6 września 2018      | nieemitowany |
| 39 | 13 | El Mundo            | Eduardo Sánchez   | Natalie Chaidez, Benjamin Daniel Lobato | 13 września 2018     | nieemitowany |

## Sezon 4 (2016)
| Nr | #  | Tytuł                   | Reżyseria        | Scenariusz                                   | Premiera USA Network | Premiera     |
| -- | -- | ----------------------- | ---------------- | -------------------------------------------- | -------------------- | ------------ |
| 40 | 1  | Welcome to New Orleans  | Eduardo Sánchez  | Dailyn Rodriguez                             | 6 czerwca 2019       | nieemitowany |
| 41 | 2  | A Family Affair         | Eduardo Sánchez  | Benjamin Daniel Lobato                       | 13 czerwca 2019      | nieemitowany |
| 42 | 3  | Southern Hospitality    | Darren Grant     | Mark Valdez                                  | 20 czerwca 2019      | nieemitowany |
| 43 | 4  | The Curse               | Batan Silva      | Fernanda Coppel                              | 27 czerwca 2019      | nieemitowany |
| 44 | 5  | Girls' Night            | Jessica Lowrey   | Davia Carter, Tom Garrigus                   | 4 lipca 2019         | nieemitowany |
| 45 | 6  | The Woman in the Mirror | Leon Ichaso      | Jorge A. Reyes                               | 11 lipca 2019        | nieemitowany |
| 46 | 7  | Amores Perros           | Becca Rodriguez  | Matthew J. Lieberman                         | 18 lipca 2019        | nieemitowany |
| 47 | 8  | Secrets and Lies        | Laura Belsey     | Benjamin Daniel Lobato                       | 25 lipca 2019        | nieemitowany |
| 48 | 9  | The Sins of the Fathers | Steve Acevedo    | Tom Garrigus                                 | 1 sierpnia 2019      | nieemitowany |
| 49 | 10 | Lo Que Más Temes        | Becca Rodriguez  | Jorge A. Reyes, Mark Valadez                 | 8 sierpnia 2019      | nieemitowany |
| 50 | 11 | While You Were Sleeping | Tawnia McKiennen | Fernanda Coppel                              | 15 sierpnia 2019     | nieemitowany |
| 51 | 12 | Goddess of War          | Ed Sanchez       | Matthew J. Lieberman, Benjamin Daniel Lobato | 22 sierpnia 2019     | nieemitowany |
| 52 | 13 | They Come for You       | Ben Bray         | Tom Garrigus, Dailyn Rodriguez               | 29 sierpnia 2019     | nieemitowany |